# Travestie (gender)
Travestie is het gekleed gaan op een wijze die in de betreffende plaats en tijd cultureel geldt als die van een lid van de andere sekse. Dit gaat vaak samen met andere vormen van genderexpressie. Travestie komt zowel bij mannen als vrouwen voor. Travestie kan een vorm van expressie zijn, maar ook een seksuele fetisj.
Iemand die aan travestie doet, heet over het algemeen een travestiet. Mannen die zich als uiting van hun genderidentiteit op glamoureuze wijze als vrouwen kleden noemt men ook wel dragqueens. Vrouwen die zich op deze wijze als mannen kleden heten dragkings.
Travestie is iets wezenlijk anders dan transgender zijn; een travestiet is doorgaans comfortabel met het geslacht waarmee diegene is geboren, terwijl een transgender persoon dat niet is.
Het woord is heden ten dage wat verouderd. Men spreekt tegenwoordig vaker over crossdressing.

## Etymologie
Het woord is rechtstreeks afgeleid van het Franse voltooid deelwoord travesti, wat "gekleed als iemand van de andere sekse" betekent.

## Historie
Travestie is een heel oud verschijnsel, dat al duizenden jaren voorkomt. Zo is er in het Oudtestamentische boek Deuteronomium een travestieverbod beschreven, en ook de Koran behandelt strikt seksespecifieke kledingvoorschriften.
In het verleden kwam travestie bij vrouwen meer voor. Zij konden - als overlevingsstrategie - zich als man kledend en gedragend meer bereiken dan in de destijds beperkte vrouwenrol. Een voorbeeld is Jeanne d'Arc uit het 15e-eeuwse Frankrijk. Ook het Nederlandse zeemanslied Daar was laatst een meisje loos wijst op deze praktijk. Een beroemde mannelijke travestiet was de 18e-eeuwse Franse diplomaat Chevalier d'Éon. Naar hem werd mannelijke travestie vroeger eonisme genoemd.

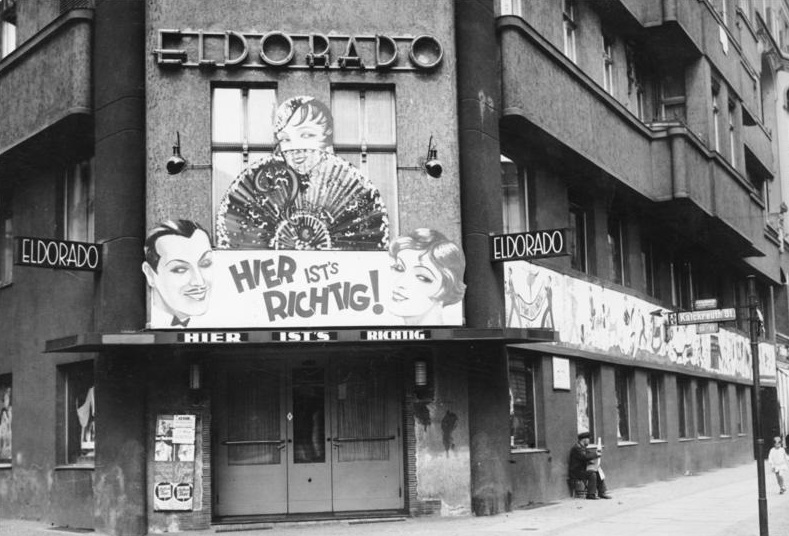
De homo-uitgaansgelegenheid Eldorado aan de Motzstraße in Berlijn, die bekendstond om de travestie-optredens (foto uit 1932)

Travestie is sinds de 19e eeuw een vast onderdeel van de homocultuur, waarin travestie-artiesten of dragqueens optreden in uitgaansgelegenheden en bij evenementen voor homo's. Zo waren er in het Berlijn van de jaren 1920 uitgaansgelegenheden die internationaal bekend stonden om de travestie-optredens, zoals het Eldorado aan de Motzstraße.

### Geschiedenis in Nederland
In Nederland traden in de jaren 1950 de "freules Van Pothoven tot Ruigenhoek" op in de sociëteit van het COC in Amsterdam. In de jaren 1960 kon men voor professionele travestie-optredens terecht in de nachtclub Madame Arthur aan de Korte Leidsedwarsstraat en voor amateurtravestieten in de gelijknamige bar in de Warmoesstraat. In 1985 werd de musical Madame Arthur uitgevoerd met travestie-acts van Jos Brink en Frank Sanders. Dezelfde twee brachten medio jaren 1990 een soortgelijke musical uit, ZZinderella.
Omroep Veronica zond van 1995 tot 1997 De Travestieshow uit, gepresenteerd door Robert ten Brink en met Nickie Nicole als juryvoorzitter. In 1997 werd travestietencafé De Lellebel opgericht, gevestigd in de Utrechtsestraat in Amsterdam. Voorbeelden van bekende dragqueens zijn Divine en Chi Chi LaRue uit de VS en voor Nederland Vera Springveer, Hellun Zelluf, Agnetha Immergeil, Rose Murphy, Nickie Nicole, Dolly Bellefleur en Diva Mayday.
RuPaul's Drag Race, de sinds 2009 uitgezonden Amerikaanse talentenjachtshow voor travestieten, vormde wereldwijd een impuls voor de showtravestie. Onder meer in Amsterdam ontstonden hierdoor diverse zogeheten "drag-huizen". Dit zijn kleine groepen van jongere travestie-artiesten onder leiding van een ervaren oudere "drag-moeder". In Amsterdam waren er in 2015 ongeveer tien van dergelijke drag-huizen, met het House of Hopelezz als bekendste voorbeeld. In New York bestaan zulke drag-huizen al enkele decennia, waar ze vooral opvang boden voor arme zwarte homo- en transjongeren. In 2020 werd een Nederlandstalige spin-off van RuPaul's Drag Race uitgezonden onder de naam Drag Race Holland.

## Klassieke onderverdeling

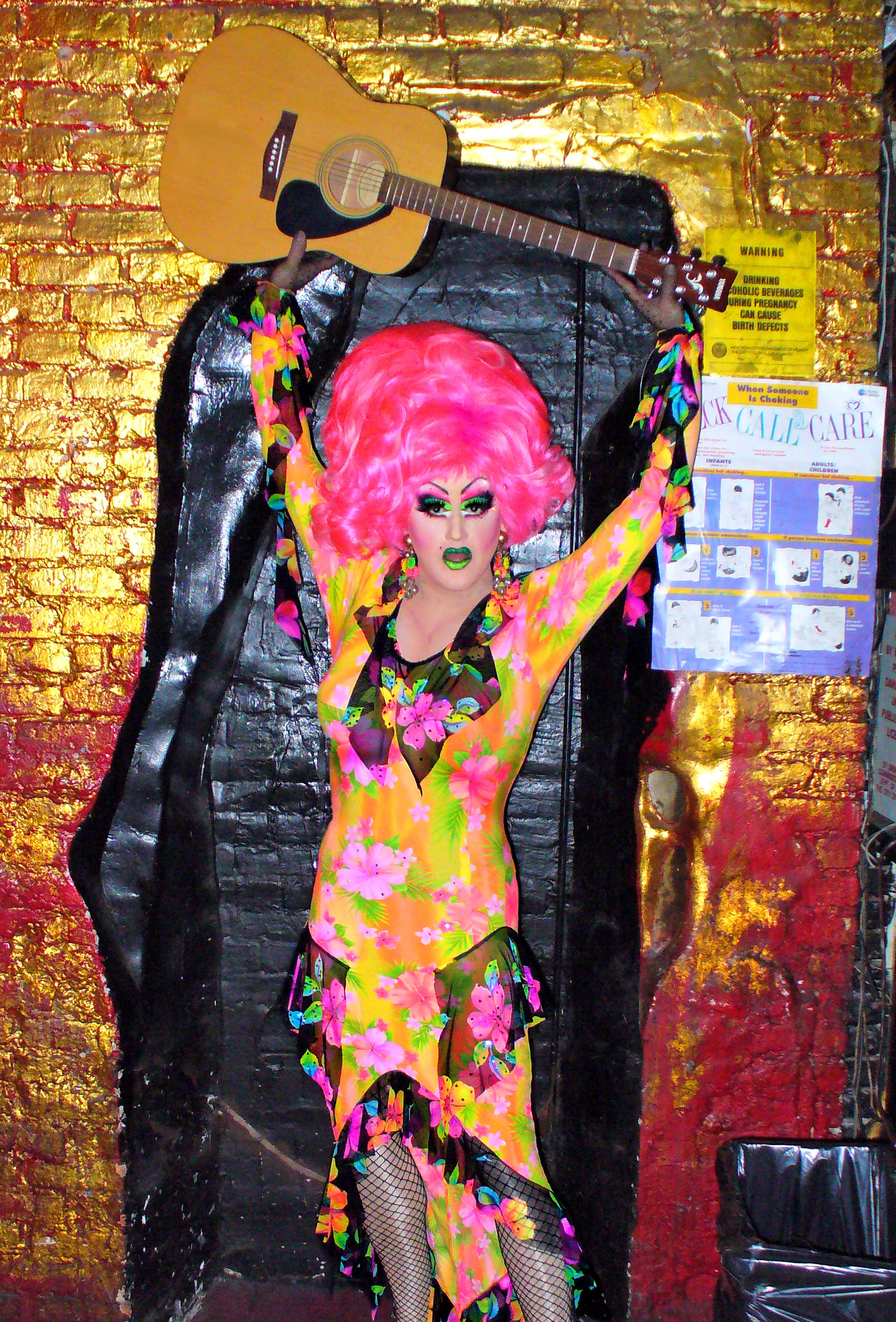
Miss Understood
door David Shankbone

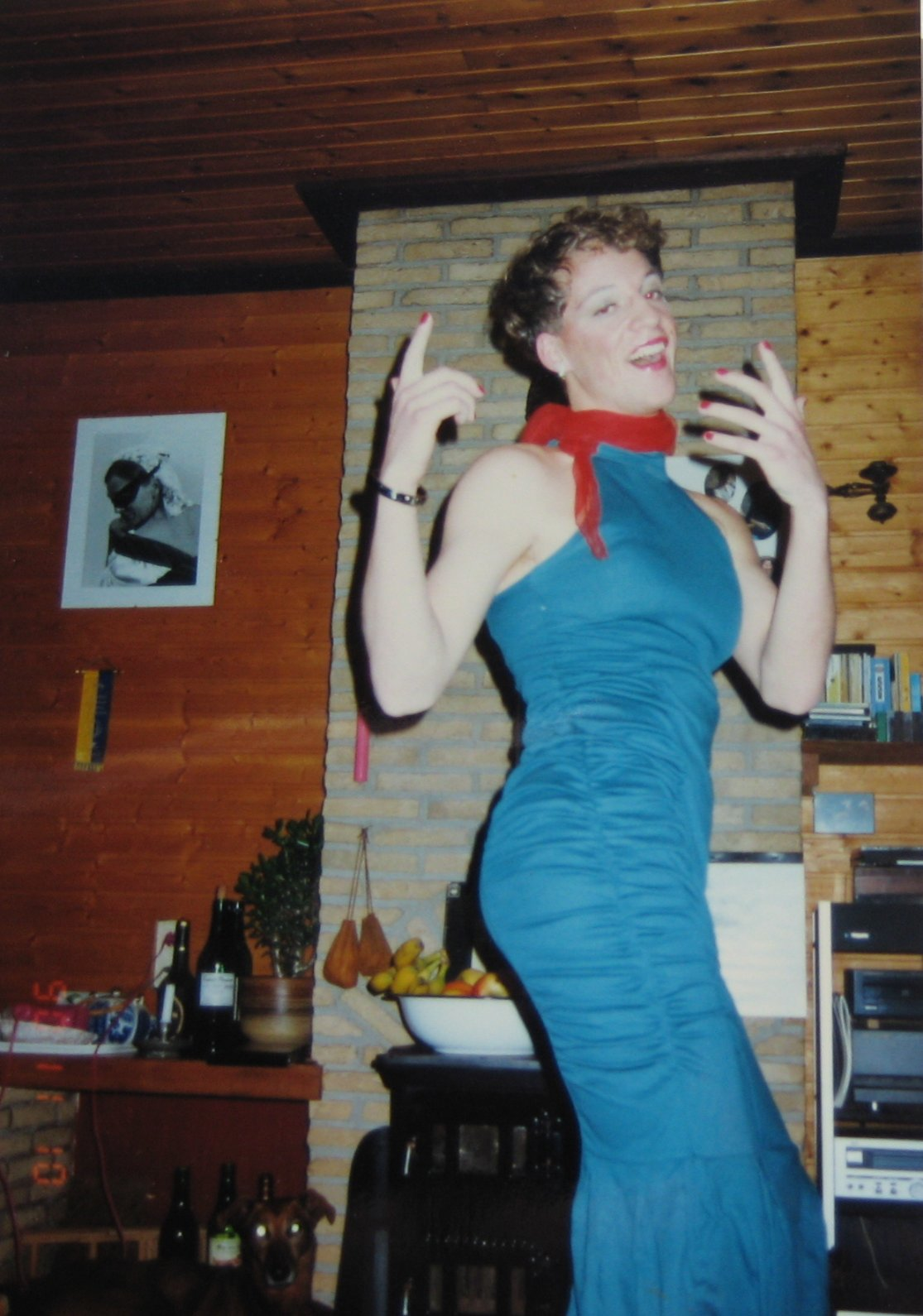
Travestiet in huiselijke kring

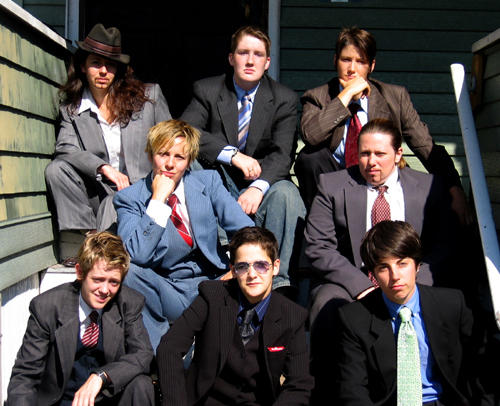
Een theatergroep, bestaande uit acht drag kings

Travestieten kan men ongeveer verdelen in de volgende categorieën::
- Travestie door vrouwen om een mannenberoep te kunnen uitoefenen, zoals matroos of soldaat. Bijvoorbeeld Aal de Dragonder of de hierboven genoemde Jeanne d'Arc. In landen waar vrouwen de vrijheid hebben het beroep uit te oefenen dat zij wensen, is dit niet meer nodig.
- Travestieten die proberen het uiterlijk van een vrouw te imiteren en dit niet doen voor seksuele opwinding of ander fetisjisme: dit noemt men ook wel crossdressing.
- Travestieten die zich vooral tijdens uitgaan laten zien, in speciale uitgaansgelegenheden voor travestieten, zoals café De Lellebel in Amsterdam.
- Showtravestieten die optreden in theater en film. Deze noemt men ook wel dragqueens en het beeld dat in de media vaak wordt gepresenteerd is op deze uitbundige travestieten gebaseerd. Vroeger was het theater een vrijplaats voor travestieten. In veel culturen is dat nog steeds het geval.
- Travestierollen in theater, film en opera, waarbij het minder gaat om transgenderproblematiek dan om persoonsverwisselingen die onderdeel zijn van de plot.

## Verkleedgedrag

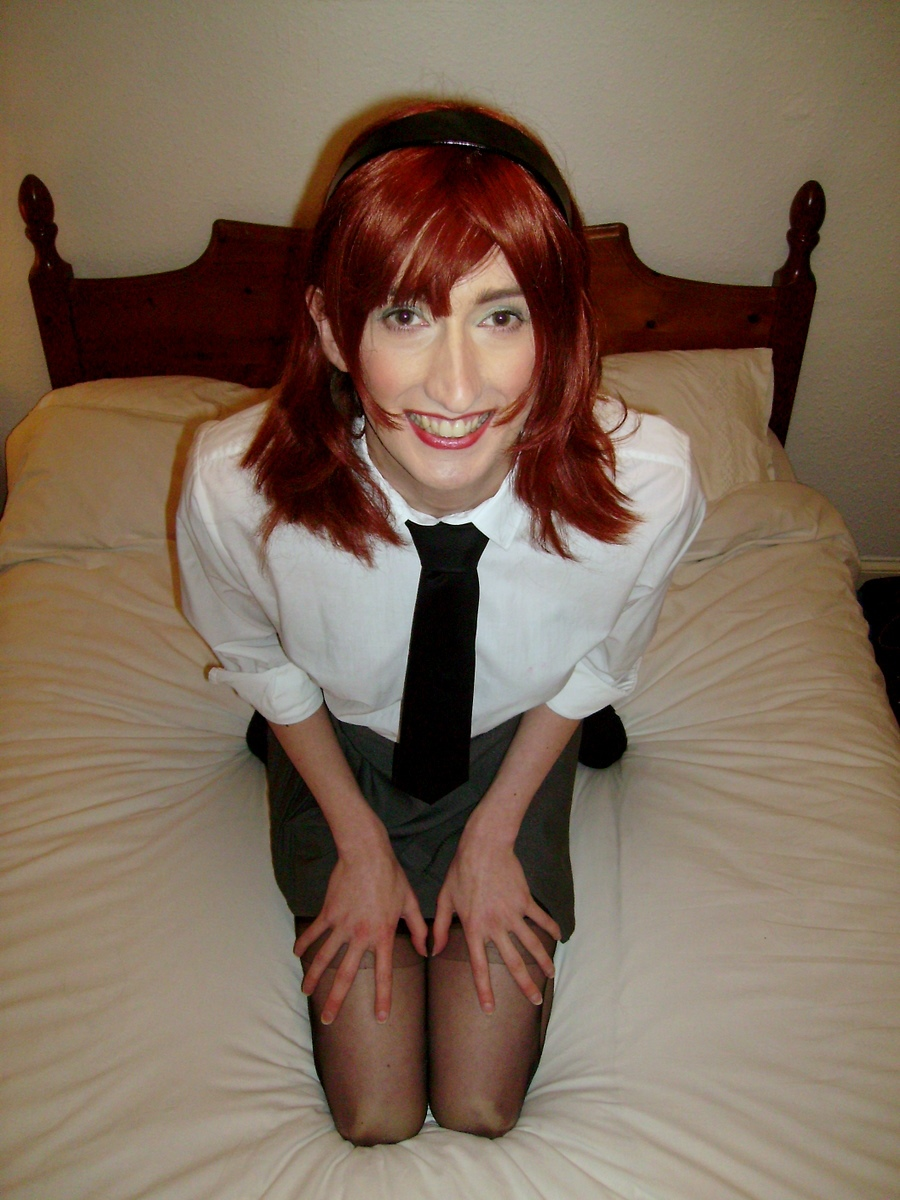
Travestiet met een rode pruik

Travestie uit zich bij mannen in het dragen van voor vrouwen bestemde kleding, make-up, vrouwelijke sieraden, vrouwelijke schoenen (bijvoorbeeld hoge hakken), pruiken, kunstmatige borsten en soms ook het afplakken van de penis.
Bij vrouwelijke travestieten uit zich dit in het dragen van voor mannen bestemde kleding, mannelijke schoenen, geen make-up, kort haar en het zo plat mogelijk maken van de borsten.

## Psychologie

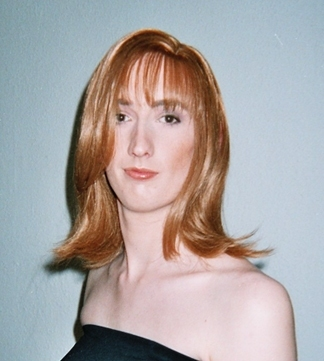
Jonge travestiet

Een travestiet is een persoon die zich bij tijd en wijle verkleedt en voordoet als iemand van het andere geslacht. De meeste travestieten voelen zich er in het algemeen goed bij: het is een essentieel onderdeel van hun genderidentiteit.
De motieven van travestieten lopen echter uiteen. Het verkleden of 'kleden als' kan gericht zijn op seksuele opwinding of seksueel fetisjisme. Dat laatste wordt in de psychologie fetisjistisch transvestitisme genoemd. Sommige travestieten voelen zich lid van de andere sekse, dan is er sprake van een voorportaal voor transseksualiteit of een transgenderidentiteit.
Travestie doet zich ook voor als het af en toe uit de dagelijkse rol te vallen en zich anders voor te doen dan men daadwerkelijk is.
Ook komt het voor – zeker in niet-westerse kringen – als uiting van homoseksualiteit. Men verwart of verwisselt dan de eigen sekserol met die van de heteroseksuele partner (die men verbeeldt te zijn) van het andere geslacht dan dat waar men zelf toe behoort en op valt. De meeste travestieten zijn echter heteroseksueel.

## Relaties en tolerantie
Travestie heeft geen direct verband met het hebben van interpersoonlijke en emotionele relaties. Travestieten gedragen zich in het dagelijks leven doorgaans niet als travestiet.
Veel mensen (vooral mannen) doen aan travestie zonder dat collega's, familie of ander bekenden dat weten. Binnen relaties wordt vaak de travestie niet gedeeld, zodat dit vaak stiekem dient te gebeuren. Er zijn echter ook vele travestieten die ook binnen hun relatie hun voorkeur kunnen beleven. Veelal speelt de travestie zich binnenshuis af.
Aangezien travestie zich veelal in de taboesfeer bevindt, komen de meeste travestieten er niet openlijk voor uit. Echter, op grote feesten en bijeenkomsten zijn er tegenwoordig vele travestieten te vinden, die zich in die gevallen vaak bijzonder extravagant kleden en kenbaar maken.
Op werkplekken wordt travestie – zelfs indien het enkel in de privésfeer wordt beleefd – niet in alle gevallen getolereerd. In bepaalde gevallen, wanneer de persoon in kwestie een beroep uitoefent waarbij het geslacht van belang is, kan het zelfs leiden tot ontslag. De lgbt-beweging verzet zich daartegen. In Nederland heeft een enkele FNV-bond schuchter de belangenbehartiging van travestieten op werkplekken op zich genomen.
In 1983 werd op voorspraak van de VNG in geheel Nederland het travestieverbod uit de Algemene Plaatselijke Verordening geschrapt.

## Bekende travestieten endrag-artiesten
- Maria van Antwerpen, Nederlandse die in de 18de eeuw zich vaak als man verkleedde
- Anne Bonny, Brits pirate
- Bessie Brown, Amerikaans blueszangeres uit de jaren 20, deed een travestienummer
- Christina van Zweden, Zweeds monarch
- Debby & Nancy, Belgische komisch damesduo bestaande uit Peter Van den Begin en Stany Crets
- Divine, Amerikaanse dragqueen, vooral bekend door haar rol in Pink Flamingos
- Aal de Dragonder, Vlaamse vrouw die werd vermoord in soldatenvermomming
- Harvey Fierstein, Amerikaans acteur
- Maarten 't Hart, Nederlands schrijver
- Barry Humphries, Australisch acteur, (speelt Dame Edna Everage)
- Eddie Izzard, Brits komiek
- Rose Murphy, Nederlandse dragqueen welke is verkozen tot miss Travestie 2009 en zich inzet voor de Nederlandse showtravestie in het algemeen
- Nickie Nicole, bekend personage uit het Amsterdamse uitgaansleven en tv-personage
- Adriana la Noy, Nederlandse, verkleedde zich als matroos
- Envy Peru, winnaar van het eerste seizoen van Drag Race Holland
- Mary Read, Brits pirate
- Richenel, Nederlands discozanger
- RuPaul, Amerikaans dragqueen
- Snip en Snap, Nederlands komisch damesduo bestaande uit Willy Walden en Piet Muijselaar.
- Vera Springveer, Nederlandse dragqueen
- Vjerka Serdjoetsjka, Oekraïense zanger en danser, alter ego van Andrey Danylko
- Kelly van der Veer, Nederlands mediapersoonlijkheid. Won in 1997 het televisieprogramma De Travestieshow alvorens in 2000 als transseksueel uit de kast te komen.
- Ed Wood, Amerikaans filmregisseur
- Hellun Zelluf, Nederlands zanger
- Conchita Wurst, Oostenrijks travestie-artiest en in 2014 winnaar van het Eurovisiesongfestival

## Films waarin travestie een centrale rol speelt
- The Adventures of Priscilla, Queen of the Desert (1994)
- Big Momma's House (2000)
- Big Momma's House 2 (2006)
- Boys Don't Cry (1999)
- Mrs. Doubtfire (1993)
- Ed Wood (1994)
- Glen or Glenda (1953)
- Hedwig and the Angry Inch (1998)
- Ma vie en rose (1997)
- Mulan (1998)
- The Rocky Horror Picture Show (1975)
- Some Like It Hot (1959)
- Tootsie (1982)
- La Cage aux folles (1978)